# Agrochola acta
Agrochola acta är en fjärilsart som beskrevs av Smith 1907. Agrochola acta ingår i släktet Agrochola och familjen nattflyn. Inga underarter finns listade i Catalogue of Life.